# 臺北府城東門
臺北府城東門，正式名景福門，是位於臺灣臺北市中正區博愛特區、中華民國總統府前的臺北府城城門，今列為中華民國國定古蹟。

## 歷史

### 清治時期
臺北府城以東門作通往大安十二甲、三張犁、六張犁的孔道。該門的建設費由大安地區民眾贊助，正式全名為「景福門」，台座全由石條砌成 ，門洞邊框飾以雷紋，二樓回字形雙層牆壁，磚瓦自廈門進口，內室中以四根大柱支撐歇山單簷式屋頂。因朝向淡水河系口岸，與北門都具擔負防禦重任，設有甕城。兩門主要差別是東門簷下還多一條裝飾帶，左右牆上多出二個方窗。東門亦設置砲台，位於今日的立法院和中正紀念堂前。
清治時期自南門至東門一段，當年城牆內外皆屬田園，少有顯著的建築物，橫塘交錯。

### 日治時期

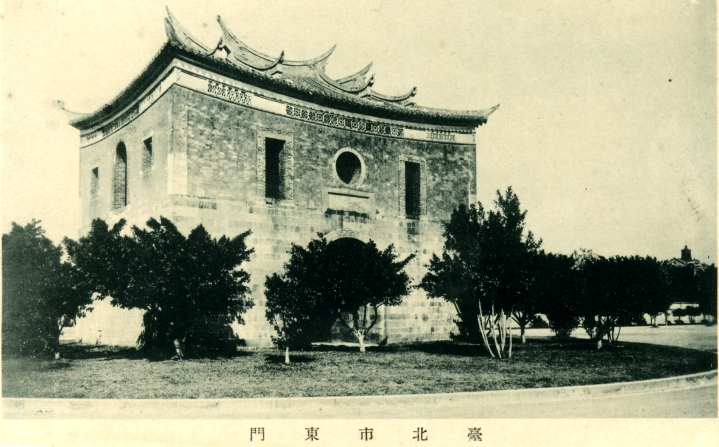
日治時期東門

該年代，東門也稱「照正門」。臺灣總督府醫學校臺灣籍醫科學生的聯誼會則以景福門作名稱，像杜聰明曾在台中召開「第一屆景福會聯合同學會」，日後臺大醫學院就以此作校友組織名、館名、臺大醫院門診名。
1901年，日本政府拆除東門附近城垣，使道路直通圓山附近的台灣神社。1905年，日本赤十字社台灣支部醫院在門對面建立，日後和臺灣總督府恰成一線遙望，成為市民熟悉的地標。
1911年3月末，梁啟超應林獻堂之請到臺灣旅行，見到被拆毀城牆的東門，作〈台北故城〉之詩。
1916年4月23日，臺灣史上第一場馬拉松比賽，以臺北州廳作起跑點繞三線路三圈，由臺灣銀行人力車夫林和擊敗日本選手藤岡計吉取得冠軍。當林和率先衝到東門之刻，樂隊開始大奏進行曲。

### 戒嚴時期
景福門因位於中山南路、仁愛路、信義路、介壽路交叉路口，屬博愛特區要衝。總統府的憲兵班會駐守景福與麗正二門，城門設防彈壁，介壽路下的疏散通道可直達景福門，
1949年，已改為餐廳的日本赤十字社醫院，作為中國國民黨中央黨部。建築屋頂牆面的上方橫額，懸掛黨徽。
自1964年起，逢雙十節慶典，城門釘掛標語牌。據當年與黃寶瑜開設大壯建築師事務所合夥人的蘇澤回憶，1960年代，總統蔣中正要黃寶瑜將臺北城門屬改為北京宮殿建築風格，以示正統。之後東門為陸根記營造廠所改造，為方便憲警駐紮而將二樓木造結構改成水泥建築，1966年10月5日完工，當年漆上中國國民黨黨徽。
1967年，政府先開闢至新生南路間的仁愛路三段，並於該路口圓環設十二個小型槽化島，以象徵青天白日，其次才1968年開闢杭州南路至新生南路段的仁愛路二段、1969年開闢東門至杭州南路的仁愛路一段，此後此門成為仁愛路西端。為配合黨政要員車輛出入總統府與國民黨中央黨部，仁愛路作東向西單行道、信義路作西向東單行道，但臺灣駕駛方式是靠右行，導致該年代車行東門圓環，受車流逆轉影響，增加車流交織。
1982年4月7日，時任議員的陳水扁質詢台北市民政局局長黃宇元，表示現存的四個古城門中，除北門城外均鑲有國民黨黨徽，有違保護古蹟原則。議員郁慕明、趙少康回應，沒有國民黨，便沒有中華民國，正如美國革命先烈事蹟均保存於古物中，如黨徽不能保存於古物上，是「妄自菲薄，引喻失義」。黃宇元則回應可放國徽，但黨徽不可，結果遭議員劉樹錚責罵。劉樹錚主張城門上的是國徽，並引述《刑法》第一百六十條對於指意圖除去國徽的人，是可處一年以下有期徒刑、拘役或三百元以下罰金。

### 解嚴時期

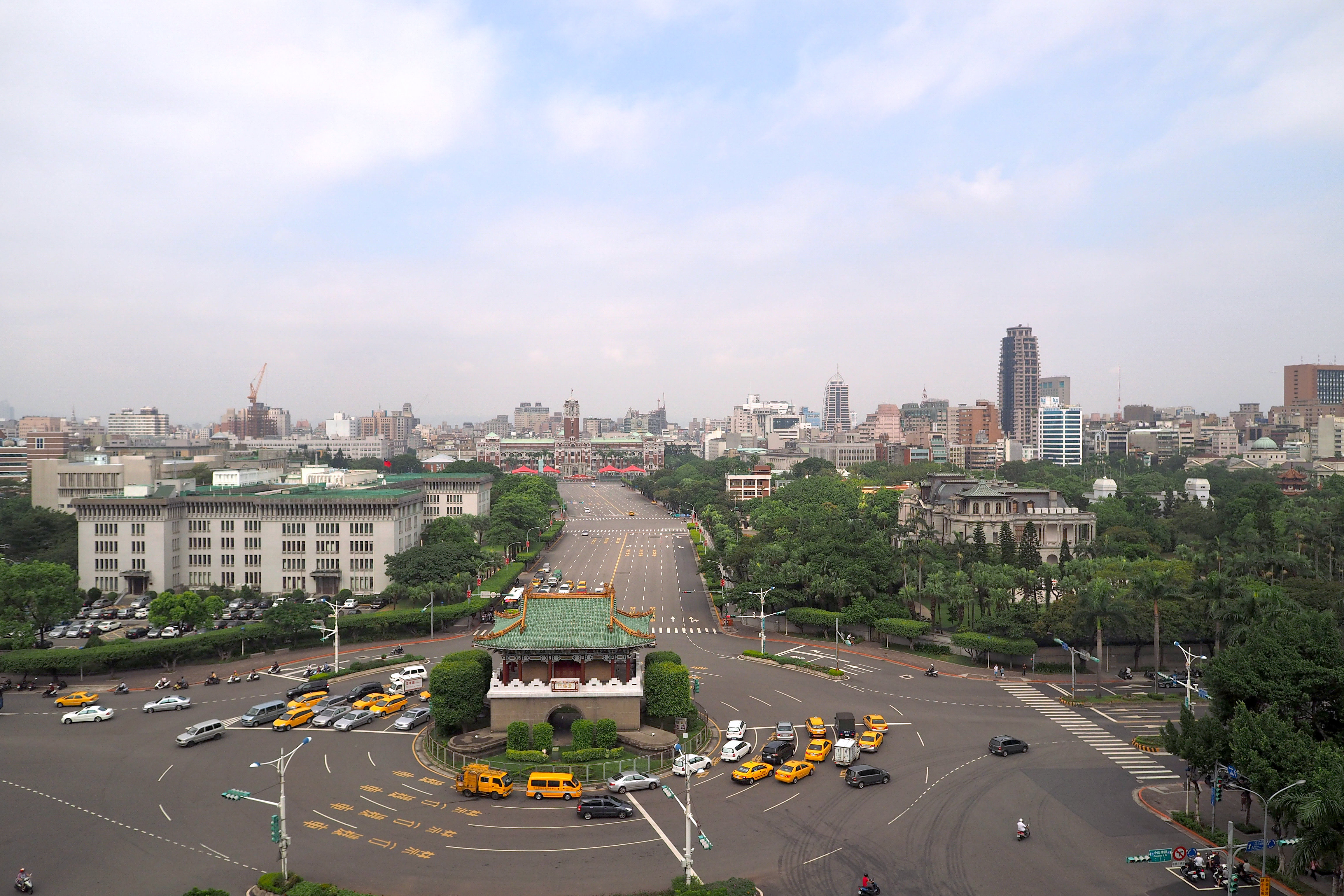
東門圓環與凱達格蘭大道

1990年9月1日，軍方將景福門給台北市政府管理。同月11日，民政局宣布臺北府城的城門日後不再釘掛霓虹牌樓。
小人國主題樂園以此門作為模型，贈與克拉根福迷你世界，1992年2月17日由長榮航空空運。
1992年10月27日，李乾朗呼籲政府把景福門、黃氏節孝坊、台北賓館、台大醫院、國民黨中央黨部、台大醫學院、中央研究所、濟南基督長老教會、東和禪寺等九個地方，作為東門町文化指標。1995年3月28日，台北市政會議通過將景福門向內政部提列為古蹟。1998年4月21日，台北市政會通過，將景福門等城門，以「臺北府城門」之名請中央指定為國定古蹟。
台北捷運公司曾推出「台北城的故事」系列捷運儲值卡，其中景福門為主題的是發行於2001年2月1日，限量五萬張。該門也作為總統府視軸建築天際線的檢驗點，由夏鑄九、張俊哲等都市設計審議委員會委員建議，從此門看總統府後方建築，最只能高出四層樓。
景福門毗鄰凱達格蘭大道（原名介壽路），解嚴後作為臺北市集會遊行的重要場地，每逢遊行抗爭活動該城門常遭塗鴉、噴漆、違法登門，遂戲稱「抗議之門」。1992年12月17日上午11時，民進黨台北市立委候選人顏錦福率三部宣傳車，將明星牌白色調合漆裝瓶，對景福門的國民黨徽丟擲，但沒丟準，油漆散落在員警與記者上。2000年中華民國總統選舉後，3月27日文化局長龍應台邀集專家會勘，見到被噴上各類抗議李登輝的標語，由學者閻亞寧建議進口乳膠式清除劑以清除。2004年3月22日，三一九槍擊案後，文化局發現牆體被寫「作票扁」、「傷痛勝於二二八」等字樣，緊急加固鐵鍊，避免外人任意攀爬城門樓，並派員全天候柔性勸導。2006年百萬人民倒扁運動結束前，9月15日晚，文化局在圓環加裝鏤空式圍籬。

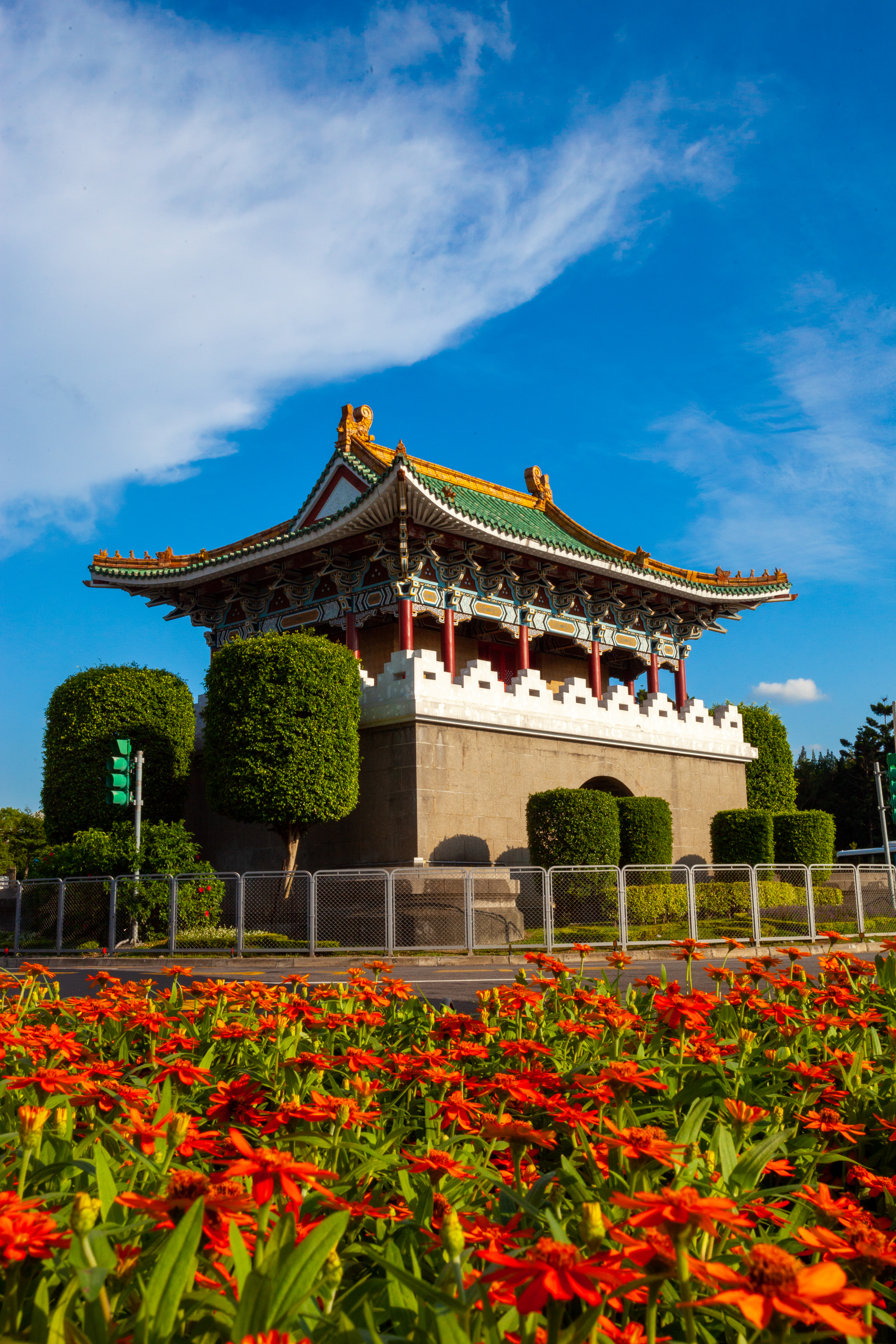
今景福門山牆已無黨徽

2009年5月下旬，文化局委託廠商重新為景福門漆上國民黨黨徽。26日一早，民進黨台北市議員莊瑞雄、黃向帬、劉耀仁帶著白色油漆，爬上景福門將黨徽塗銷，引起國民黨台北市議會黨團不滿、台北市長郝龍斌表示將依法送辦。27日，文化局舉辦公聽會，以決定東門、南門、小南門山牆上的黨徽去留。次月11日，文化局決議，不再為黨徽重新塗繪顏色，避免爭議。2010年10月28日，台北地院判決無罪，判決書指出景福門上的國民黨徽，雖為《文化資產保存法》所保護的古蹟範圍，但莊瑞雄等人是為抗議彰顯當年威權統治時代下黨國不分，主觀上難認有毀損古蹟之犯意。次年5月12日，再由高等法院宣判古蹟主體並未遭破壞，無罪。